# Ciudades y Gobiernos Locales Unidos
La Organización Mundial de Ciudades y Gobiernos Locales Unidos (CGLU) fue fundada en 2004, cuando las organizaciones gubernamentales locales existentes -la Unión Internacional de Autoridades Locales (IULA) y la Federación Mundial de Pueblos y Ciudades Unidas (UTO)- unieron sus respectivas redes globales de ciudades y asociaciones nacionales de gobiernos locales en una sola organización. La sede central de CGLU, el Secretariado Mundial, tiene su sede en Barcelona, España. CGLU es la mayor organización de gobiernos subnacionales del mundo, con más de 240.000 miembros en más de 140 Estados miembros de las Naciones Unidas y se define a sí misma como la voz unida y la defensora mundial del autogobierno local democrático, representando de facto a más de la mitad de la población mundial. Las ciudades y asociaciones miembros de CGLU están presentes en más de 120 Estados miembros de las Naciones Unidas en siete regiones del mundo. Las actividades de la organización incluyen la organización de reuniones de alcaldes y otros líderes locales y regionales, la defensa de los intereses de los gobiernos locales y regionales en las Naciones Unidas, y la capacitación internacional entre pares sobre políticas y prácticas locales.
La misión declarada de la organización y su programa de trabajo es:

Ser la voz unida y la defensora mundial del autogobierno local democrático, promoviendo sus valores, objetivos e intereses, a través de la cooperación entre los gobiernos locales y dentro de la comunidad internacional en general. 
Su programa de trabajo se centra en:
- Aumentar el papel y la influencia del gobierno local y sus organizaciones representativas en la gobernanza global;
- Convertirse en la principal fuente de apoyo a un gobierno local democrático, eficaz e innovador, cercano al ciudadano;
- Garantizar una organización global eficaz y democrática.

## Historia
Los orígenes de CGLU se remontan a 1913, cuando la Union Internationale des Villes (UIV) fue creada en el Congreso Internacional del Arte de Construir Ciudades y Organizar la Vida Comunitaria en Gante, Bélgica. El establecimiento de la UIV, una oficina permanente de comunicación y documentación sobre temas municipales, marcó el nacimiento del movimiento municipal internacional. La asociación tenía un Consejo Provisional de 30 miembros y su primera sede estaba en Bruselas. En 1928, la UIV cambió su nombre a Unión Internacional de Autoridades Locales (IULA). En 1948, la secretaría del IULA se trasladó de Gante a La Haya en los Países Bajos, donde permaneció hasta 2004. La United Towns Organisation (UTO) (Federación mundial de ciudades unidas (FMCU) se creó en 1957 en Aix-les-Bains, Francia. Inicialmente se la conocía como la Federación Mundial de Ciudades Gemelas (Federación Mundial de Ciudades Gemelas, en francés: Fédération mondiale des villes jumelées). En 1984, el entonces presidente del Consejo Regional de Île-de-France, Michel Giraud, convocó el primer Congreso Metropolis. En abril de 1985 se celebró en Montreal el Congreso Constituyente de Metropolis, al que asistieron 14 ciudades miembros fundadoras: Abiyán, Adís Abeba, Barcelona, Buenos Aires, El Cairo, Colombo, Île-de-France, Londres, Los Ángeles, México, Montreal, Nueva York, Tokio y Turín. La secretaría de Metropolis se estableció inicialmente en Montreal, trasladándose a Barcelona bajo la presidencia del entonces alcalde de Barcelona, Joan Clos, en el año 2000. En 2004, tres asociaciones internacionales de gobiernos locales y regionales -la Unión Internacional de Autoridades Locales (IULA), la Organización de Ciudades Unidas (UTO) y Metropolis- acordaron unirse para formar una sola organización en el congreso fundacional de CGLU.

## Organización y membresía
CGLU es una organización de miembros con una estructura democrática y federal. Entre sus miembros figuran gobiernos locales y regionales individuales y sus asociaciones nacionales. Los órganos de gobierno de CGLU están formados por líderes elegidos localmente, elegidos por sus pares en las elecciones por los miembros de CGLU. El presidente de CGLU para el mandato 2016-2019 es Parks Tau, presidente de la Asociación Sudafricana de Gobiernos Locales (SALGA). Para el período 2019-2022, en el Congreso de Durban, fue electo Presidente el Sr. Mohamed Boudra, alcalde de Alhucemas.

### Secciones
- Sección África (CGLU África)
- Sección Asia Pacífico (CGLU ASPAC)
- Sección Eurasia (CGLU Eurasia)
- Sección Europa - Consejo de Municipios y Regiones Europeos (CEMR)
- Sección América Latina (Mercociudades y FLAMA)
- Sección de Oriente Medio y Asia Occidental (CGLU MEWA)
- Sección Norteamérica (CGLU NORAM)
- Sección Metropolitana (Metropolis)
- Foro de las Regiones (CGLU Regiones)

### Órganos de Gobierno[13]

#### Presidencia
Tras el Congreso Mundial de CGLU y Cumbre Mundial de Líderes Locales y Regionales celebrado en Daejeon en octubre de 2022, el liderazgo de CGLU llegó a un acuerdo para desarrollar una Presidencia colegiada, con un presidente para un mandato de un año, de la siguiente manera:
Carolina Cosse, alcaldesa de Montevideo, año 1: desde el Congreso de Daejeon hasta finales de 2023
Uğur Ibrahim Altay, alcalde de Konya, año 2: finales de 2023-finales de 2024
Jan Van Zanen, alcalde de La Haya, presidente de la Asociación de Municipios de los Países Bajos (VNG), año 3: finales de 2024-finales de 2025
Lee Jang-Woo, alcalde de Daejeon, año 4: desde finales de 2025 hasta el 8º Congreso de CGLU a finales de 2026.
La Copresidencia está compuesta por:
Copresidencia:
Johnny Araya, alcalde de San José
Altay Kulginov, alcalde de Astana
Li Mingyuan, alcalde de Xi'an
Bekhe Stofile, presidente de la Asociación de Gobiernos Locales de Sudáfrica (SALGA)
Berry Vrbanovic, alcalde de Kitchener
Fatimetou Abdel Malick, presidenta de la Región de Nuakchot, como Copresidenta de la Comisión Permanente de Igualdad de Género de CGLU.
La Tesorería está compuesta por Asmaa Rhlalou, alcaldesa de Rabat.

##### Representación especial
El Congreso Mundial de CGLU nombró a alcaldes y líderes locales para representar a la Organización Mundial, como sigue:
Embajadoras y Embajadores del Pacto para el Futuro
Ada Colau, alcaldesa de Barcelona, como Embajadora para el futuro de las personas
Anne Hidalgo, alcaldesa de París, como Embajadora para futuro del planeta
Yücel Yilmaz, alcalde de Balikesir, como Embajador para futuro del gobierno
Enviadas y enviados especiales
Carola Gunnarsson, vicepresidenta de la Asociación Sueca de Autoridades Locales y Regiones (SALAR), como enviada especial para la Libertad, la Solidaridad y la Lucha contra la Violencia contra los Líderes Políticos Locales
Carlos Martínez, alcalde de Soria, como enviado especial para la Nueva Agenda Urbana
Mohamed Sefiani, alcalde de Chauen, como enviado especial para los Sistemas Alimentarios.
Vicepresidencia
Fernando Gray, alcalde de Esteban Echeverría, como vicepresidente para América Latina (CGLU Latam). Se trata de un espacio de trabajo comprometido con la cooperación, la unidad regional y el fortalecimiento del municipalismo. Promueve la construcción de un futuro más sostenible teniendo como guía la Agenda 2030 y el Pacto para el Futuro de CGLU. 
Oumarou Dogari Moumouni, alcalde de Niamey, como vicepresidente para África
Ashok Kumar Byanju Shrestha, alcalde de Dhulikhel y presidente de la Asociación Municipal de Nepal, como Vicepresidente para ASPAC
Aysen Nikolaev, jefe de la República de Sakha, como Vicepresidente para Eurasia
Carola Gunnarsson, vicepresidenta de la Asociación Sueca de Autoridades Locales y Regiones (SALAR), como Vicepresidenta para Europa
Yücel Yilmaz, alcalde de Balikesir, como Vicepresidente para Oriente Medio y Asia Occidental
Taneen Rudyk, concejala de Vegreville y Presidenta de la Federación de Municipios Canadienses, como Vicepresidente para América del Norte
Claudia López, alcaldesa de Bogotá, como Vicepresidenta para Metrópolis
Pablo Jurado, presidente del Consorcio de Gobiernos Autónomos Provinciales de Ecuador (CONGOPE), como Vicepresidente para el Foro de Regiones.

#### Consejo Mundial y Bureau Ejecutivo 2022-2026[14]
El Consejo Mundial es el organismo principal de la Organización Mundial. Decide la política de la Organización Mundial y se asegura que las políticas decididas por la Asamblea General sean implementadas. Cuenta con 342 miembros de todas las regiones del mundo y se reúne una vez cada tres años.
El Bureau Ejecutivo es responsable de formular propuestas y de llevar a cabo las decisiones del Consejo Mundial, y de cualquier otro asunto delegado por el Consejo Mundial. Está a cargo de la dirección administrativa y financiera de la Organización Mundial.  Prepara las reuniones del Consejo Mundial y de la Asamblea General. Se reúne dos veces al año y cuenta con 116 miembros.

## Fuerza operativa Mundial (Global Taskforce) de Gobiernos Locales y Regionales (GTF)
CGLU facilita el Global Taskforce of Local and Regional Governments (GTF), un mecanismo de coordinación y consulta que reúne a las principales redes internacionales de gobiernos locales para llevar a cabo una labor conjunta de incidencia en relación con los procesos políticos globales. El Equipo Especial Mundial se creó en 2013 para acercar las perspectivas de los gobiernos locales y regionales a los SDG, la agenda del cambio climático y la Nueva Agenda Urbana, en particular. Además de CGLU, los participantes del Equipo Especial Mundial incluyen a ICLEI y C40 Ciudades.

## Comité Consultivo de Autoridades Locales de las Naciones Unidas (UNACLA)
El Comité Asesor de Autoridades Locales de las Naciones Unidas (UNACLA) fue establecido por la Resolución 17/18 de 1999 del Consejo de Administración del Hábitat de las Naciones Unidas como órgano asesor para fortalecer el diálogo del sistema de las Naciones Unidas con las autoridades locales en relación con la aplicación del Programa de Hábitat. CGLU preside la UNACLA y ocupa 10 de sus 20 escaños. CGLU copatrocina la secretaría de la UNACLA con ONU-Hábitat.